# Deutsche Poolbillard-Meisterschaft 2015 (Rollstuhlfahrer)
Die Deutsche Poolbillard-Meisterschaft 2015 war die siebte Austragung zur Ermittlung der nationalen Meistertitel der Rollstuhlfahrer in der Billardvariante Poolbillard. Sie wurde vom 17. bis 22. November 2015 in der Wandelhalle in Bad Wildungen im Rahmen der Deutschen Billard-Meisterschaft ausgetragen.
Es wurden die Deutschen Meister in den Disziplinen 8-Ball, 9-Ball und 10-Ball ermittelt.

## Medaillengewinner
| Disziplin | Gold                              | Silber                            | Bronze                          | Bronze                          |
| --------- | --------------------------------- | --------------------------------- | ------------------------------- | ------------------------------- |
| 8-Ball    | Joachim Schuler (BC Blaustein)    | Manfred Gattinger (1. PBC Passau) | Andreas Klitzsch (BSC Münster)  | Peter Rupprecht (PBC Waghäusel) |
| 9-Ball    | Manfred Gattinger (1. PBC Passau) | Joachim Schuler (BC Blaustein)    | Peter Rupprecht (PBC Waghäusel) | Andreas Klitzsch (BSC Münster)  |
| 10-Ball   | Joachim Schuler (BC Blaustein)    | Manfred Gattinger (1. PBC Passau) | Peter Rupprecht (PBC Waghäusel) | Andreas Klitzsch (BSC Münster)  |

## Modus
Die vier teilnehmenden Spieler traten im Round-Robin-Modus gegeneinander an.

## Wettbewerbe

### 8-Ball
Der Wettbewerb in der Disziplin 8-Ball fand vom 17. bis 18. November 2015 statt.
| Platz | Spieler           | G | V | Frames |
| ----- | ----------------- | - | - | ------ |
| 1     | Joachim Schuler   | 3 | 0 | 12:6   |
| 2     | Manfred Gattinger | 2 | 1 | 11:4   |
| 3     | Andreas Klitzsch  | 1 | 2 | 5:10   |
| 4     | Peter Rupprecht   | 0 | 3 | 4:12   |

| Andreas Klitzsch | – | Peter Rupprecht   | 4:2 |
| Joachim Schuler  | – | Manfred Gattinger | 4:3 |
| Andreas Klitzsch | – | Joachim Schuler   | 1:4 |
| Peter Rupprecht  | – | Manfred Gattinger | 0:4 |
| Andreas Klitzsch | – | Manfred Gattinger | 0:4 |
| Peter Rupprecht  | – | Joachim Schuler   | 2:4 |

### 9-Ball
Der Wettbewerb in der Disziplin 9-Ball fand vom 19. bis 20. November 2015 statt.
| Platz | Spieler           | G | V | Frames |
| ----- | ----------------- | - | - | ------ |
| 1     | Manfred Gattinger | 3 | 0 | 15:7   |
| 2     | Joachim Schuler   | 2 | 1 | 14:11  |
| 3     | Peter Rupprecht   | 1 | 2 | 8:10   |
| 4     | Andreas Klitzsch  | 0 | 3 | 6:15   |

| Andreas Klitzsch  | – | Manfred Gattinger | 3:5 |
| Peter Rupprecht   | – | Joachim Schuler   | 3:5 |
| Andreas Klitzsch  | – | Peter Rupprecht   | 0:5 |
| Manfred Gattinger | – | Joachim Schuler   | 5:4 |
| Manfred Gattinger | – | Peter Rupprecht   | 5:0 |
| Andreas Klitzsch  | – | Joachim Schuler   | 3:5 |

### 10-Ball
Der Wettbewerb in der Disziplin 10-Ball fand vom 21. bis 22. November 2015 statt.
| Platz | Spieler           | G | V | Frames |
| ----- | ----------------- | - | - | ------ |
| 1     | Joachim Schuler   | 2 | 1 | 11:4   |
| 2     | Manfred Gattinger | 2 | 1 | 11:7   |
| 3     | Peter Rupprecht   | 1 | 2 | 6:11   |
| 4     | Andreas Klitzsch  | 1 | 2 | 4:10   |

| Andreas Klitzsch  | – | Joachim Schuler   | 0:4 |
| Peter Rupprecht   | – | Manfred Gattinger | 4:3 |
| Andreas Klitzsch  | – | Manfred Gattinger | 0:4 |
| Joachim Schuler   | – | Peter Rupprecht   | 4:0 |
| Andreas Klitzsch  | – | Peter Rupprecht   | 4:2 |
| Manfred Gattinger | – | Joachim Schuler   | 4:3 |